# Prionocidaris
A Prionocidaris a tengerisünök (Echinoidea) osztályának Cidaroida rendjébe, ezen belül a Cidaridae családjába tartozó nem.

## Rendszerezés
A nembe az alábbi 15 faj tartozik; ezekből 6 fosszilis:
- Prionocidaris australis (Ramsay, 1885)
- Prionocidaris baculosa (Lamarck, 1816)
- Prionocidaris bispinosa (Lamarck, 1816)
- Prionocidaris callista Rowe & Hoggett, 1986
- †Prionocidaris cookei Cutress, 1976 - középső miocén
- Prionocidaris glandulosa (De Meijere, 1904)
- †Prionocidaris haasti Fell, 1954 - oligocén
- Prionocidaris hawaiiensis (A. Agassiz & H.L. Clark, 1907)
- †Prionocidaris malindiensis Stephenson, 1968 - kora miocén - pleisztocén
- †Prionocidaris marchalli Fell, 1954 - középső eocén
- Prionocidaris pistillaris (Lamarck, 1816) - típusfaj
- Prionocidaris popeae Hoggett & Rowe, 1986
- †Prionocidaris praeverticillata Stephenson, 1968 - kora miocén
- †Prionocidaris scoparia Chapman & Cudmore, 1934 - késő oligocén - miocén
- Prionocidaris thomasi (A. Agassiz & H.L. Clark, 1907)

## Források

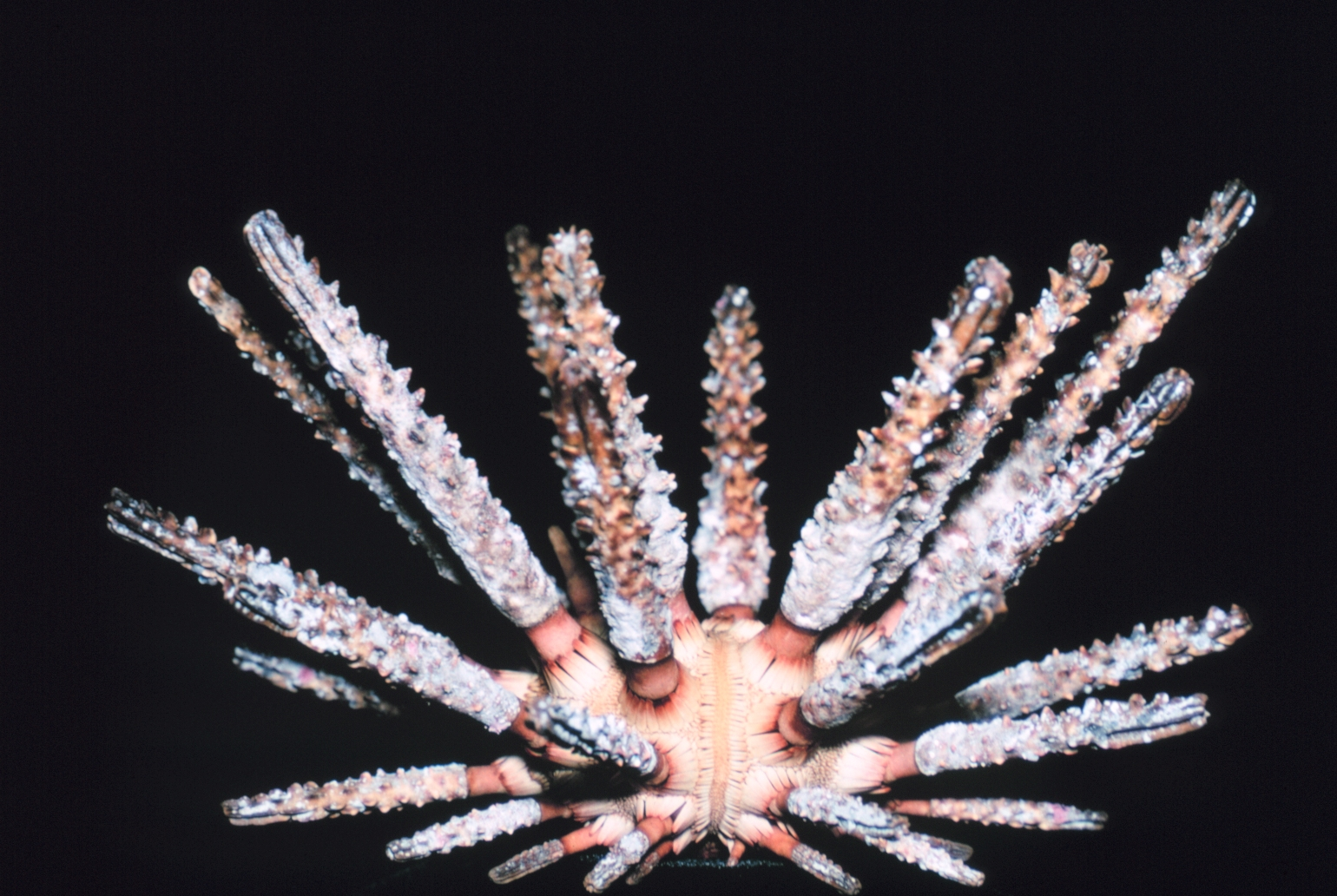
Prionocidaris hawaiiensis